# Sistema SIG Sauer

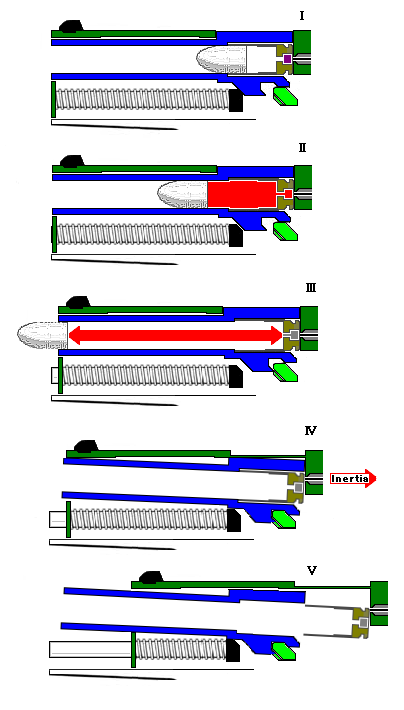
Diagrama do
Sistema SIG Sauer.

O Sistema SIG Sauer (também conhecido como Sistema Browning-Petter-SIG ou Sistema Browning-Ludwig) é um tipo de ação encontrada em armas automáticas de carregamento automático. É um refinamento de projetos baseados no trabalho de John M. Browning e Charles Petter que começou com o Browning Model 1910, progrediu para o Modelo francês 1935A e, posteriormente, a pistola SIG P210. 
Essa ação de recuo curto com trancamento de culatra, apareceu pela primeira vez nos Estados Unidos na pistola calibre Browning BDA (Browning Double Action) .45 ACP, por volta de 1975. Representa um design que otimiza o custo de produção de armas de mão, ao mesmo tempo em que possibilita altos níveis de precisão e confiabilidade. É a base para vários projetos da SIG Sauer, Inc. que foram amplamente adotados para uso policial, militar e civil e é a ação usada nas pistolas M17 e M18 das Forças Armadas dos Estados Unidos. Tornou-se um projeto amplamente copiado encontrado em muitas partes do mundo hoje.

## História

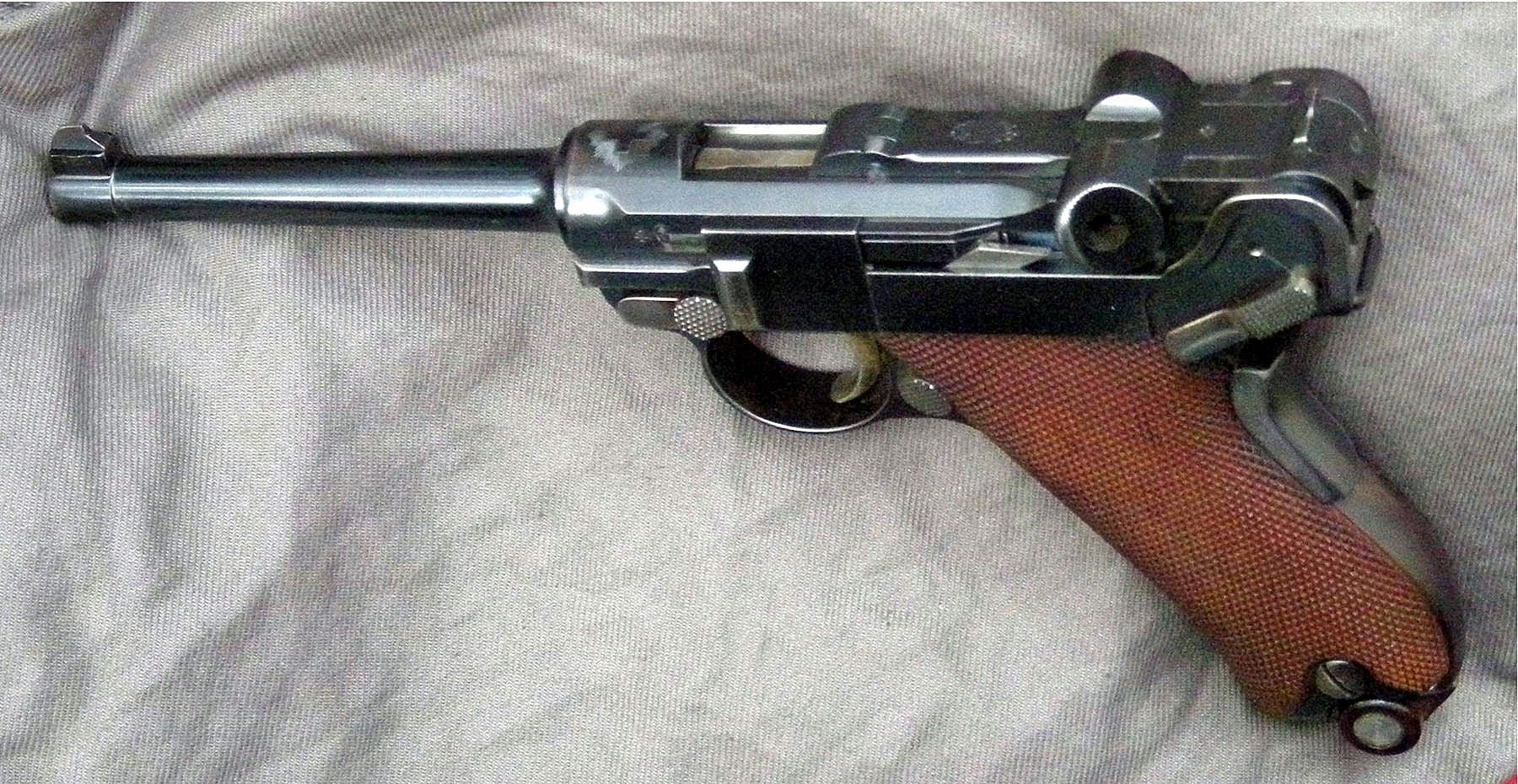
Parabellum-Pistole 08.

Quando introduzida em 1975, a nova pistola SIG Sauer P220 usou um novo tipo de ação chamado "SIG Sauer System". Foi o desenvolvimento da ação do Modèle 1935A, que a SIG havia licenciado em 1947. A pistola SIG Sauer apareceu pela primeira vez por volta de 1975, depois que a empresa suíça Schweizerische Industrie Gesellschaft (Companhia Industrial Suíça, ou SIG) desenvolveu um novo tipo de maquinaria de produção industrial ("fresa caracol"). Este era um tipo automatizado de fresadora que podia executar várias operações de usinagem sem uma grande quantidade de intervenções humanas. Hoje, essa máquina é conhecida como "máquina de CNC suíça". Esse tipo de máquina permitiu um custo de fabricação bastante reduzido de qualquer peça usada para produzir. Isso é particularmente importante na produção de armas de fogo.

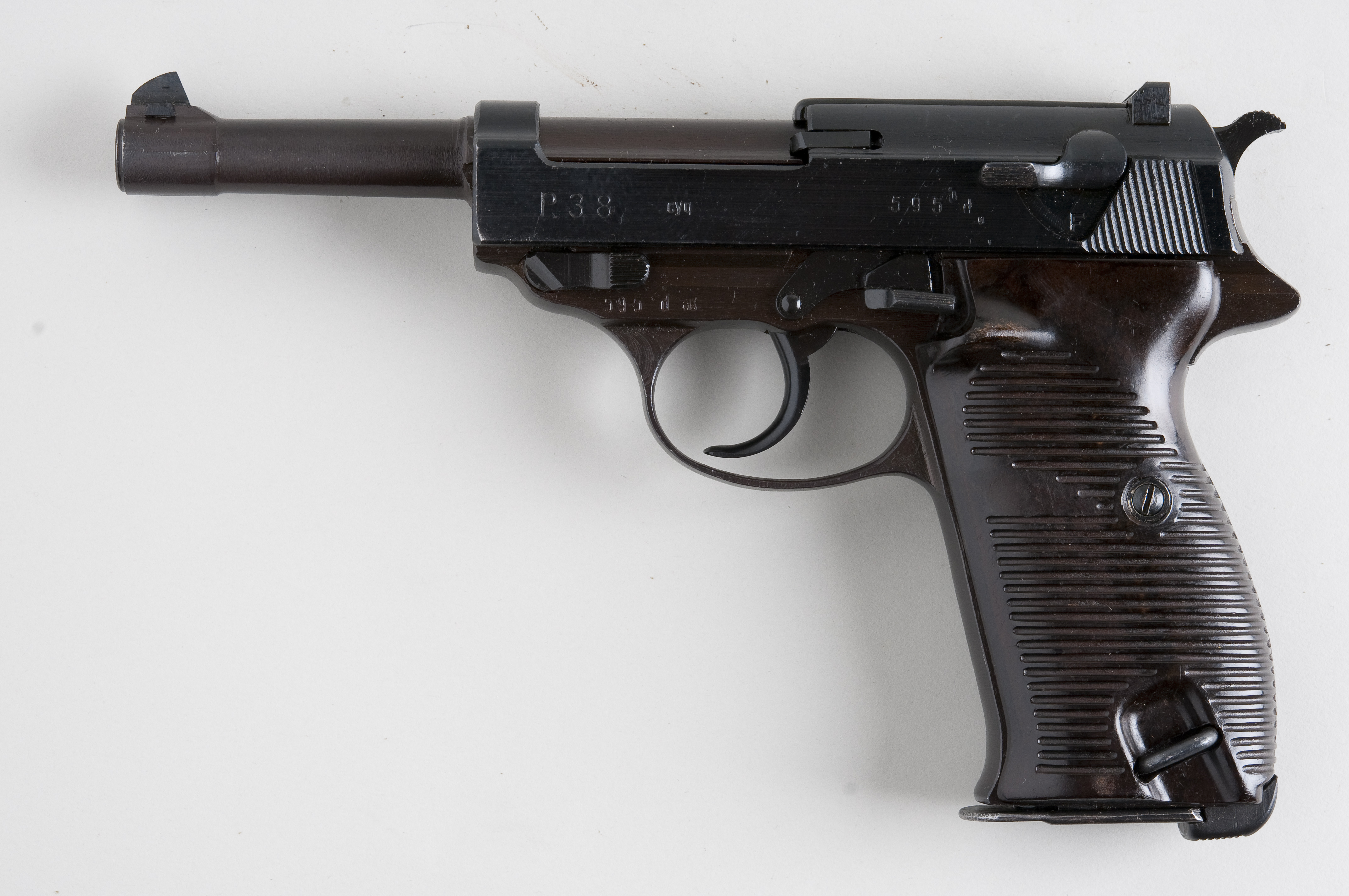
Uma Walther P38.

Como exemplo, a Pistola Luger, que apareceu por volta de 1908, tinha mais de 650 operações de máquinas e 450 operações de montagem manual necessárias para concluir sua construção. O custo disso em tempo e mão-de-obra era muito alto. Como resultado, a Luger (fabricada pela Deutsche Waffen & Munitions, ou DWM) foi uma das armas mais caras disponíveis em qualquer lugar do mundo. A Luger foi substituída pelo P38 de Carl Walther como arma secundária. O design da Walther teve várias inovações, a mais importante das quais foi que sua fabricação era mais fácil e barata.

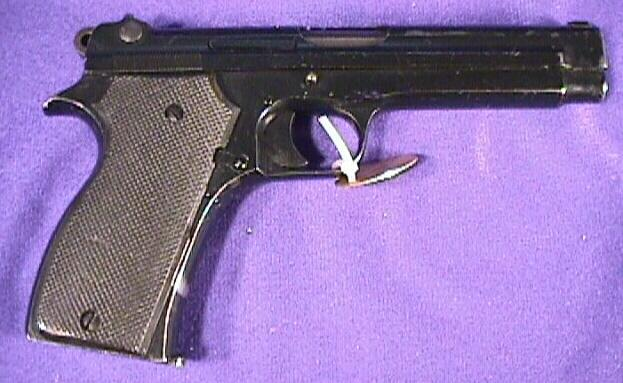
Modelo francês 1935A

Em 1947, a SIG havia licenciado junto à SACM francesa o design de uma arma que havia sido desenvolvida em 1936 para um contrato do Exército Francês. Esta foi designada como "P210" pela SIG. Ela era reconhecida mundialmente como uma arma extremamente precisa. Mas, assim como a Luger, os custos de produção eram muito altos. Com o desenvolvimento do novo maquinário, a SIG conseguiu produzir uma versão simplificada da pistola P210, que se tornou a P220 (designada "P6" para uso policial).

## Influência Browning

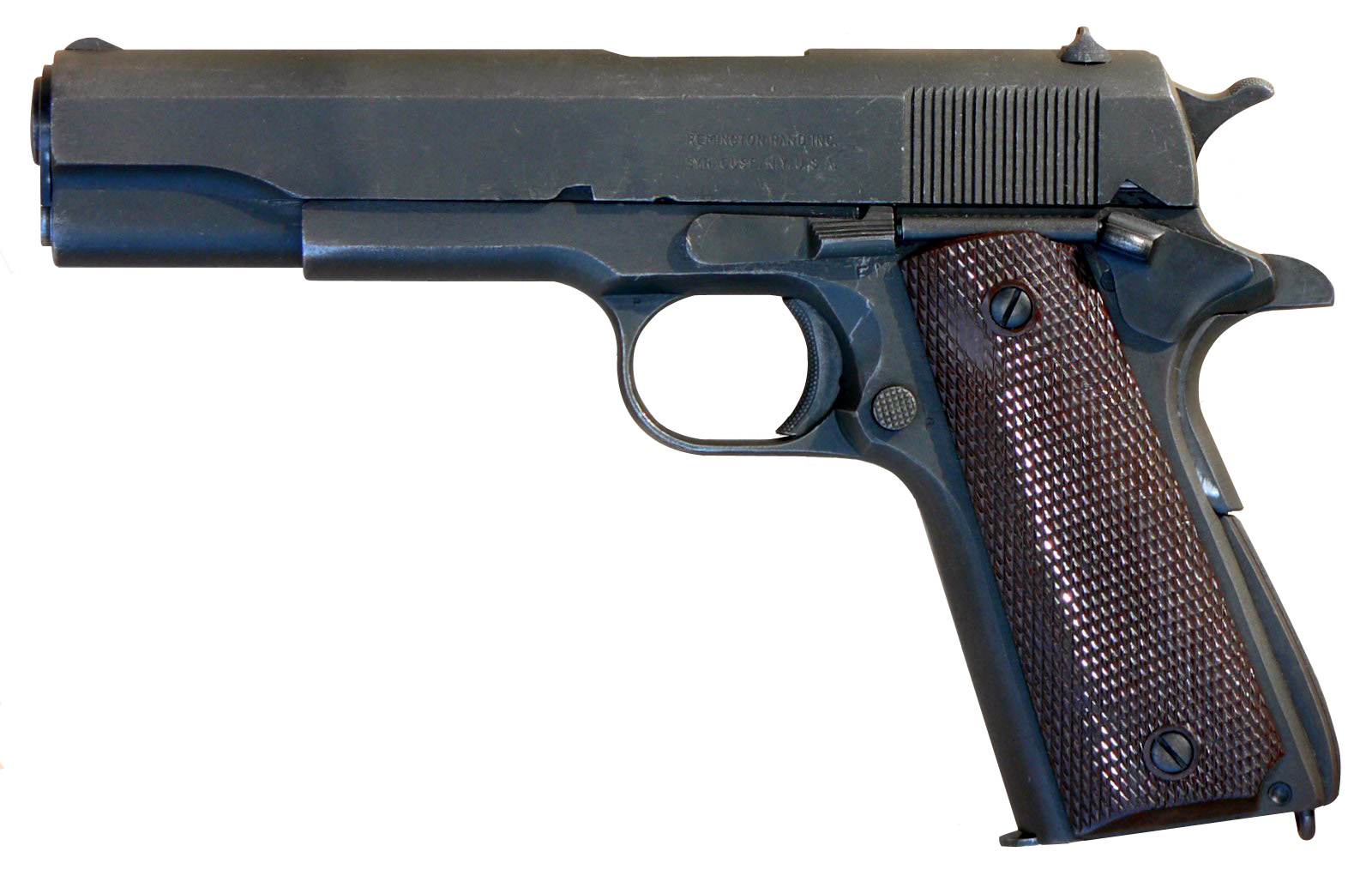
Uma Colt M1911A1

O revólver francês "Pistolet Modèle 1935A" foi o resultado de um requisito francês para um revólver de maior capacidade do que era comum naquele momento. Foi realizada uma competição em que John Browning, através da empresa belga Browning, apresentou um desenho que ele produziu em 1933, pouco antes de sua morte. Esse projeto foi a simplificação feita por Browning de seu projeto original de 1910, adotado de forma modificada pelas forças armadas dos Estados Unidos e designado M1910 (posteriormente o M1911A1). O projeto Browning não foi adotado, mas uma modificação conhecida como sistema Petter-Browning foi adotada.
O design da Browning 1910 consiste em uma ação de recuo curto, na qual o cano e o slide da pistola são montados em uma armação de aço. Quando disparada, a inércia do movimento da bala faz com que o cano e a armação recuem juntos por uma distância até que a pressão do gás no cano diminua depois que a bala sai do cano. À medida que a bala é lançada no cano, ela é empurrada por gases de alta pressão que são formados devido à combustão do propulsor contido na caixa metálica. Quando a bala começa a se mover, a pressão na caixa do cartucho e no cano aumenta para mais de 110.000 kPa (16.000 libras por polegada quadrada). À medida que a bala se move para frente no cano, as pressões começam a se dissipar devido ao maior volume de espaço do invólucro da bala para a bala enquanto ela viaja através do cano e depois cai precipitadamente quando a bala sai do cano, fazendo com que os gases expandam-se muito rapidamente na atmosfera, já que agora não são mais pressurizadas.

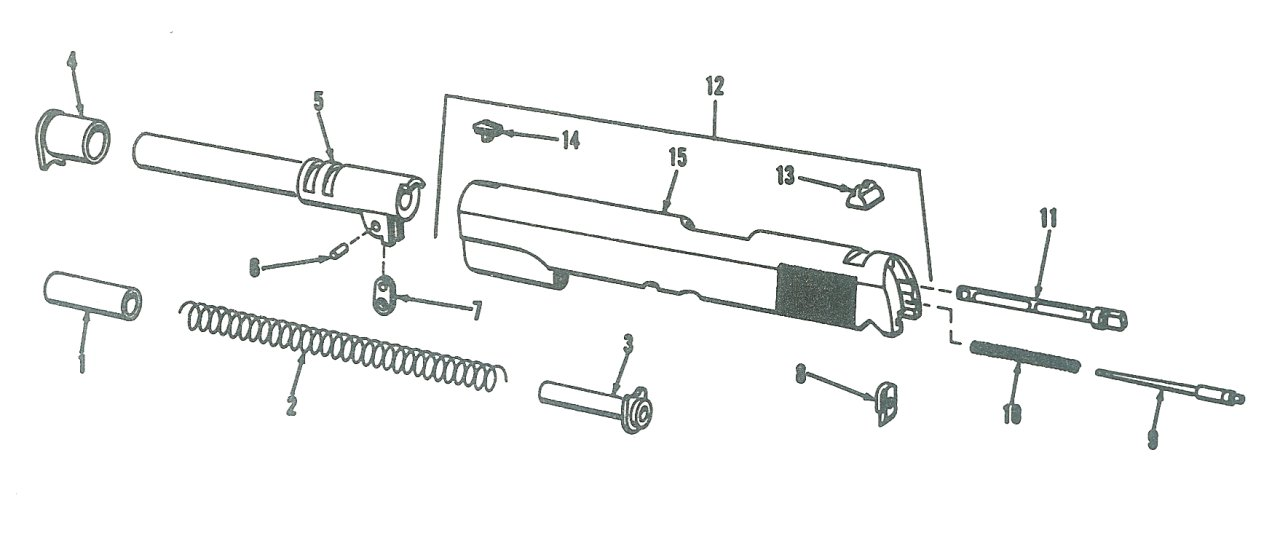
Partes da montagem do cano da Browning 1911

Como o peso do cano e do slide combinados são muito maiores que o peso da bala, o cano e o slide resistem a serem movidos pela inércia da bala e, portanto, se movem muito mais lentamente no recuo. A bala deixará o cano e a pressão cairá para um nível muito mais baixo depois que o cano e a lâmina recuaram por alguma distância. O cano e o slide são mantidos juntos por ranhuras entrelaçadas que são usinadas na parte superior da culatra do cano e na superfície superior interna do slide. O cano é sustentado contra o slide, para que essas ranhuras permaneçam travadas enquanto o conjunto do slide recua por alguma distância. Depois de recuar uma distância suficiente para a pressão do gás no cano reduzir para um nível seguro, o cano é puxado para baixo por um elo móvel e é destravado do acoplamento com o slide. O slide neste momento está se movendo com alguma velocidade e continua se movendo para trás sob efeito da inércia.
O mecanismo de deslizamento que empurra o cartucho para a culatra do cano também contém uma garra (chamada extrator), que desliza sobre a borda do cartucho e a segura. Durante o recuo, o extrator puxa a caixa do cartucho agora vazia da câmara. À medida que o slide se aproxima de seu movimento para trás, uma projeção no slide, conhecida como ejetor, é atingida pelo estojo do cartucho em movimento e, localizada em um lado do slide e deslocada para esse lado, faz com que o estojo se mova para fora da ação da arma.
O cano e o slide são empurrados para sua posição dianteira pela mola e guia de recolhimento, localizadas na área do slide logo abaixo do cano. Na parte frontal do cano, no projeto original da Browning 1910, há uma bucha na parte frontal do cano que o mantém em posição e é usinada para que o cano possa girar para baixo nas extremidades de seu recuo sem torcer. A bucha possui uma protuberância que retém a frente do conjunto da mola de recolhimento. Durante a desmontagem, essa bucha é girada para permitir a remoção da mola e o guia para limpeza.
Na parte traseira do cano há um elo de articulação. Esse link é montado em um pino cilíndrico que faz parte da alavanca de remoção. À medida que o cano recua e alcança a parte traseira mais deslocada, o link gira em torno do pino de remoção e puxa o cano para baixo. Isso faz com que as nervuras na parte superior do cano sejam desengatadas, momento em que o slide continua a mover-se para trás para ejetar a caixa vazia do cartucho.

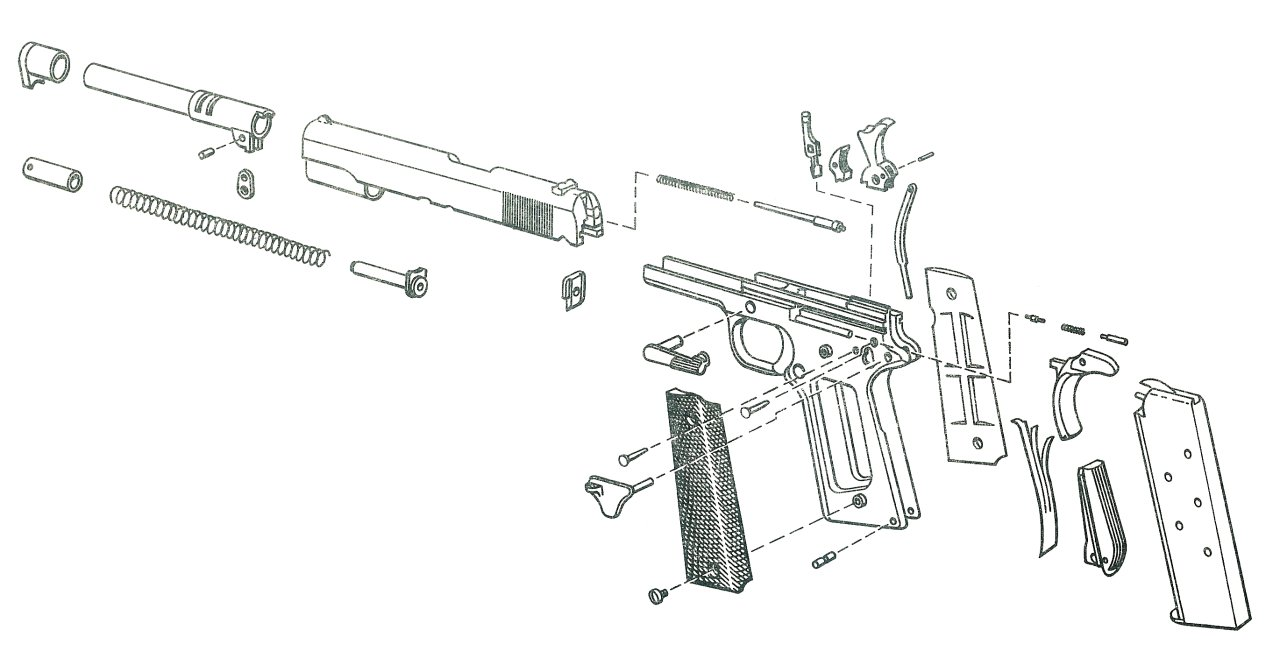
Partes da Browning, incluindo o carregador

Após a ejeção do estojo, o slide e o bloco de proteção que ele contém passaram da área do carregador. Uma mola no carregador empurra o cartucho seguinte para cima quando a caixa vazia é ejetada. O slide volta então para a posição de prontidão. À medida que ele se move, o bloqueio da culatra atinge o cartucho que está no topo da revista e o empurra para dentro da câmara. Depois de retornar totalmente à sua posição travada, é considerado "em prontidão". Isso completa o ciclo de recarga.
Se o último cartucho do carregador tiver sido disparado, a placa do carregador que empurrava os cartuchos para cima empurrava uma alavanca para cima, que segura o slide mantendo-o aberto. Esta é uma indicação clara de que a arma agora está vazia de munição. Um carregador cheio agora pode substituir o vazia. Uma vez que o carregador é inserido e travado no lugar, empurrar a parte externa da alavanca de abertura aberta faz com que o cartucho no carregador seja carregado na câmara e conclui o processo de recarregamento do carregador/câmara.

## Browning, Petter e SIG alteram o design

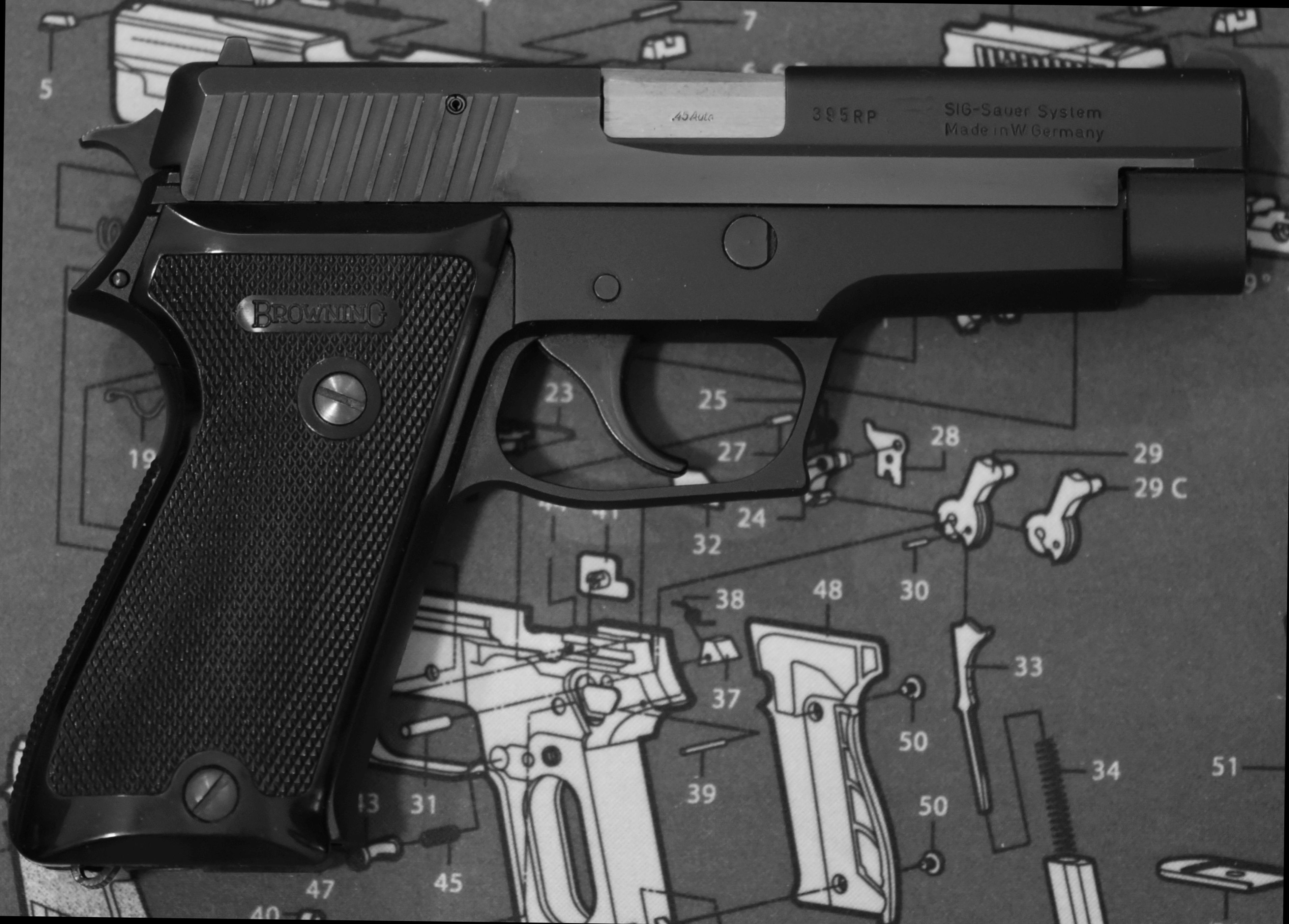
Uma Browning DBA .45

Ao examinar o design da Browning 1910, pode-se ver que existem várias partes que introduzem imprecisão no movimento do cano enquanto ele circula. A bucha do cano, o slide, a articulação pivotante e o encaixe das ranhuras no slide devem se mover consistentemente para que a pistola funcione. Mas, para funcionar de maneira confiável, principalmente quando a pistola começa a ficar suja com resíduos de pó ou sujeira, essas peças, portanto, devem ser usinadas para que a sujeira acumulada não as faça parar de funcionar. Como resultado, o Colt M1911 acabou ganhando fama como uma arma imprecisa.
Browning e Petter perceberam que havia problemas de precisão no design. O problema da bucha do cano frouxa foi resolvido removendo-a. A ação imprecisa da chapa de articulação do cano foi solucionada com uma de metal sólido. Em 1975, a SIG removeu completamente as ranhuras do cano e slide usando a porta de ejeção como mecanismo de travamento, usinando a câmara do cano para formar uma saliência que agora era a trava para o cano deslizar.
Esses refinamentos do design original Browning/Petter ficou conhecido como "SIG Sauer system". Apareceu pela primeira vez nos Estados Unidos nas pistolas Browning BDA fabricadas nos calibres .45 ACP e 9x19mm Parabellum. Elas foram lançadas em 1975 tendo a inscrição "SIG Sauer System" no slide. Muitos dos mais modernos designs de armas curtas agora usam esse sistema.

## Criação da SIG Sauer
Devido a restrições de exportação, a SIG formou uma parceria com a J.P. Sauer & Sohn alemã para fabricar sua nova série de armas curtas. A marca de produto resultante foi SIG Sauer. Inicialmente, isso se aplicava à empresa que agora está em Eckernförde, na Alemanha, e é conhecida como SIG Sauer, GmbH, mas outra filial dessa empresa foi formada nos Estados Unidos. Essa era originalmente conhecida como Sigarms, mas agora é a SIG Sauer Inc. e está sediada em Newington, New Hampshire. Desde 2000, as duas empresas da SIG Sauer são operadas independentemente, mas são de propriedade do Luke e Ortmeier Gruppe, da Alemanha.